# Sajid Javid
Sajid Javid (født 5. december 1969) er en britisk-pakistansk politiker for Storbritanniens Konservative Parti, der var Storbritanniens sundhedsminister fra 26. juni 2021 til 5. juli 2022. Han var tidligere indenrigsminister fra 2018 til 2019 og finansminister fra 2019 til 2020.